# Кастельнуово, Нино
Ни́но Кастельнуо́во (итал. Nino Castelnuovo), настоящее имя ─ Франче́ско Кастельнуо́во (итал. Francesco Castelnuovo; 28 октября 1936[…], Лекко, Ломбардия — 6 сентября 2021, Рим) — итальянский актёр театра, кино и телевидения, певец. Популярность Нино Кастельнуово принесла главная роль влюблённого автомеханика Ги Фуше в кинофильме-мюзикле «Шербурские зонтики».

## Биография
Родился 28 октября 1936 года в Лекко. Был вторым из четверых детей в семье.
Работал маляром, слесарем и рабочим. В молодости Кастельнуово переехал в Милан, где он начал работать торговым агентом и поступил в актёрскую школу при театре «Пикколо».
В 1957 году он дебютировал в роли мима в детском телевизионном шоу телерадиокомпании RAI «Zurli il mago del giovedì».
В 1959 году впервые снялся в кино, он сыграл небольшую роль в детективе «Проклятая путаница». Впоследствии продолжал играть второстепенные роли в кино.
В 1962 году участвовал в американском телевизионном шоу «Walt Disney anthology television series», гастролировавшем в Италии. В шоу он появился вместе с Аннетт Фуничелло в двух эпизодах мини-фильма «Escapade in Florence», в котором пел, играл на гитаре и добавил итальянские стихи к весёлой тарантелле «Dream Boy».
В 1964 году Кастельнуово сыграл главную роль в фильме «Шербурские зонтики», принёсшую ему международную известность. Партнёршей по фильму была Катрин Денёв. Фильм был номинирован на Премию «Оскар» за лучший фильм на иностранном языке и получил Золотую пальмовую ветвь на Каннском кинофестивале.
После провала в прокате фильмов, в которых Кастельнуово сыграл главные роли (франко-итальянская драма «Новый мир» и американский вестерн «The Reward»), он продолжил карьеру в Италии. В 1967 году Кастельнуово приобрёл известность в Италии, благодаря сыгранной им роли Ренцо в телевизионном мини-сериале «I promessi sposi». В 1969 году Кастельнуово сыграл мексиканского революционера в спагетти-вестерне «The Five Man Army» и главную роль в сексплуатационной драме «Camille 2000».
В дальнейшем большую часть карьеры посвятил съёмкам в европейских телевизионных сериалах. На протяжении всей карьеры продолжал выступать на итальянской театральной сцене.
В 2005 году актёр полностью ослеп из-за глаукомы.
6 сентября 2021 года скончался в Риме в возрасте 84 лет.

## Семья
- Первая жена ─ Данила Требби (род. 1955), итальянская актриса[12].
  - Сын ─ Лоренцо (род.1992).
- Вторая жена (с 2010 года) ─ Мария Кристина Ди Никола, итальянская актриса[12].

## Фильмография
- Проклятая путаница (1959)
- Горбун (1960)
- Холостяцкая квартирка (1960)
- Рокко и его братья (1960)
- Ангел в красном (1960)
- Все по домам (1960)
- Безнадёжные дни (1961)
- Голая Лаура (1961)
- Пароль «Виктория» (1961)
- Самый короткий день (1963)
- С беспокойством (1963)
- Шербурские зонтики (1964)
- Sette contro la morte (1964)
- Una sporca faccenda (1964)
- Сделано в Италии (1965) (эпизод Il lavoro)
- Двуспальная кровать (1965)
- Награда (1965)
- Поедем в город (1966)
- Создания (1966)
- Кольт пропел о смерти (1966)
- Новый мир (1966)
- Пояс целомудрия (1968)
- Красные розы для фюрера (1968)
- Любовь и ярость (1969)
- Дама с камелиями 2000 (1969)
- Возможно, само собой (1969)
- Mercanti di vergini (1969)
- Спасти лицо (1969)
- Армия пяти (1969)
- Развод (1970)
- Дневная красавица, ночная жена (1971)
- Colpo grosso… grossissimo… anzi probabile (1972)
- Бог защищает влюблённых (1973)
- Трава окрашенная в красный цвет (1973)
- Зануда (1973)
- Любовь под дождём (1974)
- Любовь моя, разденься... Позже объясню! (1975)
- Выпускник колледжа (1975)
- Разденься для убийцы (1975)
- Опасный возраст (1975)
- Звёздная Одиссея (1979)
- Вселенная Жака Деми (1995)
- Английский пациент (1996)
- Qui scorre il fiume (2008)
- Il sottile fascino del peccato (2010)